# 冰磧石鎮區 (伊利諾伊州萊克縣)
冰磧石鎮區（英語：Moraine Township）是位於美國伊利諾伊州萊克縣的一個行政鎮區。

## 地方資料
根據2010年美國人口普查的數據，冰磧石鎮區的面積為30.90平方千米，當中陸地面積為30.80平方千米，而水域面積為0.10平方千米。當地共有人口33916人，而人口密度為每平方千米1,097.61人。